# Rhyntonossum
× Rhyntonossum (abreviado Rys) es un híbrido intergenérico entre los géneros de orquídeas Miltonia × Odontoglossum × Rhynchostele. Fue publicado en Orchid Rev. 112(1257, Suppl.): 46 (2004).